# Calamaria margaritophora
Calamaria margaritophora är en ormart som beskrevs av Bleeker 1860. Calamaria margaritophora ingår i släktet Calamaria och familjen snokar. IUCN kategoriserar arten globalt som otillräckligt studerad. Inga underarter finns listade.
Arten förekommer på centrala Sumatra. Honor lägger ägg.